# Albedo
Albedo er et udtryk for intensiteten i tilbagekastet lys. I klimatologien beregnes en overflades albedo som forholdet mellem tilbagekastet og modtaget stråling. Albedo er afhængig af lysets bølgelængde, men normalt bruger man synligt lys som udgangspunkt. Man bruger ofte en skala, hvor 0 svarer til sort, dvs. et legeme helt uden tilbagekastning, mens 1 svarer til hvid, altså et legeme, der tilbagekaster al den elektromagnetiske stråling, det modtager.
I hverdagen opfattes en overflade som hvid, når den reflekterer mindst 80% af lyset fra en hvid lyskilde. Omvendt opfattes overflader som sorte, hvis de tilbagekaster mindre end 3% af det modtagne lys.
Forskellige overflader har vidt forskellig albedo:
- Havoverflade (albedo = 3,5%)
- Lava (albedo = 4%)
- Sumpområder (albedo = 9-14%)
- Løvfældende skov (albedo = ca. 13%)
- Bar jord mellem (albedo = 5-40% (snit = 15%))
- Græsområder (albedo = 20%)
- Sand (albedo mellem 25 og 30%)
- Jordens overflade (albedo (gennemsnit) = 37-39%)
- Is (albedo = 30-50%)
- Overfladen af Antarktis (albedo = 81 %)
- Sne (albedo op til 80-85%)
- Skyer (albedo op til 70-80%)

Albedo virker også i det små. Folk, der går med mørkt tøj i sommertiden, har større risiko for at få hedeslag, end dem i hvidt tøj.
Hvis områder med tyndt snedække bliver varmet op, vil sneen begynde at smelte. Det sænker albedo, og derfor smelter der endnu mere sne (det kaldes is-albedo feedback). Det er baggrunden for forudsigelser om, at den globale opvarmning vil føre til en stigende hastighed i afsmeltningen af polarområderne.